# Wadym Deonas
Wadym Wołodymyrowycz Deonas (Wynokurow), ukr. Вадим Володимирович Деонас (Винокуров) (ur. 25 lipca 1975 w Odessie) – ukraiński piłkarz, grający na pozycji bramkarza.

## Kariera piłkarska

### Kariera klubowa
Wychowanek SDJuSzOR Czornomoreć Odessa (trenerzy O. Galicki, Witalij Fejdman-Sidniew), a potem RUOR Kijów. W 1992 rozpoczął karierę piłkarską w Czornomorcu, ale występował tylko w drugiej drużynie klubu. Dopiero w sezonie 1994/95 w składzie pierwszej drużyny debiutował w Wyższej lidze. W rundzie jesiennej sezonu 1995/96 bronił barw Prykarpattia Iwano-Frankowsk, a w rundzie wiosennej SK Mikołajów. Potem powrócił do Czornomorca. W sezonie 1997/98 został wypożyczony do CSKA-2 Kijów. W 1999 wyjechał do Rosji, gdzie występował w klubach Arsienał Tuła, Kristałł Smoleńsk, Mietałłurg Lipieck i Torpiedo-ZIL-d Moskwa. W międzyczasie w 2002 grał w amatorskim zespole Łokomotyw Odessa. W 2003 zmienił nazwisko na Deonas i został piłkarzem FK Atyrau. W 2004 przeszedł do Stali Dnieprodzierżyńsk, a w następnym roku do Borysfena Boryspol. Latem 2005, po tym jak Borysfen spadł z Wyższej Lihi, piłkarz przeniósł się do Tawrii Symferopol. Na początku 2006 roku jako wolny agent podpisał kontrakt z Arsenałem Kijów. We wrześniu 2009 powrócił do Tawrii. 13 września 2010 roku podpisał roczny kontrakt z Illicziwcem Mariupol. Nie zagrał żadnego meczu i po zakończeniu sezonu 2010/2011 wyjechał do Białorusi, gdzie bronił barw Dynamy Brześć. Podczas przerwy zimowej sezonu 2011/2012 zasilił skład FK Ołeksandrija, ale nie rozegrał żadnego meczu i postanowił zakończyć karierę piłkarską.

## Kariera trenerska
Od początku 2013 roku pomaga trenować bramkarzy w klubie Karpaty Lwów.

## Sukcesy

### Sukcesy klubowe
- wicemistrz Ukrainy: 1995
- wicemistrz Pierwszej Lihi Ukrainy: 1999
- wicemistrz Wtoroj Ligi Rosji: 2001